# Ostrowice
Ostrowice (Wusterwitz fino al 1945) è un comune rurale polacco del distretto di Drawsko Pomorskie, nel voivodato della Pomerania Occidentale.
Ricopre una superficie di 150,42 km² e nel 2005 contava 2 520 abitanti.